# Fossa fossana
A fanaloka (Fossa fossana), também conhecida como civeta-de-madagascar, é um predador nativo de Madagascar e um dos parentes vivos mais próximos da fossa.

## Descrição
A fanaloka é um predador de pequeno porte, mede 47 cm sem contar a cauda, que mede 20 cm, e pesa 2,5 kg. Sua aparência e movimentos lembram uma raposa pequena. Possui uma pelagem curta de cor bege acinzentada, com listras horizontais negras que vão da cabeça até à cauda. As listras formam manchas no ventre. As pernas são curtas e delgadas. Ainda não se sabe se suas garras são retrateis. Elas não apresentam glândulas anais como seus parentes próximos.

## Distribuição e habitat
Vivem nos bosques tropicais de Madagascar e no bosque de espinhos de Madagascar oriental. Possui hábitos noturnos, são solitários, um hábito comum entre os euplerídeos. Não são bons trepadores e costumam frequentar os barrancos.

## Ecologia
A temporada de acasalamento desse animais vai de Agosto a Setembro e sua  gestação é de 3 meses. Elas tem normalmente um filhote por ninhada. As crias tem olhos bem desenvolvidos e desmama depois de 10 semanas.

### Dieta
Alimentam-se de pequenos vertebrados, insetos e ovos de aves.